# الثندوة (الدوادمي)
الثندوة، هي قرية من فئة (ب) تقع في محافظة الدوادمي، والتابعة لمنطقة الرياض في السعودية، وتبعد الثندوة عن محافظة الدوادمي بمسافة تقارب (75) كم. اشتهرت الثندوة بالزراعة وهي من أهم وأكثر المزارع في محافظة الدوادمي وتحيطها المزارع والمشاريع الزراعية من جميع الجهات وذلك لخصوبة أرضها ومائها العذب وتشتهر بإنتاج البطيخ والقمح والأعلاف وأنواع التمور والبطاطس والعنب وغيرها.